# A Escola dos Deuses
- A Escola dos Deuses é uma obra filosófica e transformadora, voltada para empreendedores, estudantes e quem busca resgatar sonhos, afastando-se de uma vida mecânica e repetitiva
- A narrativa acompanha um protagonista comum que encontra uma figura enigmática chamada Dreamer. Ele o guia para transcender a mediocridade, por meio de autoconhecimento e filosofia, até descobrir o poder interior para criar uma “Escola sem fronteiras” — a European School of Economics
- O livro explora a ideia de harmonizar antíteses como Economia e Ética, Ação e Contemplação, Poder Financeiro e Amor

(Skoob)
1. ↑  https://www.skoob.com.br/a-escola-dos-deuses-753713ed757039.html Em falta ou vazio |título= (ajuda)